# Ann Arbor (Michigan)
Ann Arbor település az Amerikai Egyesült Államok Michigan államában, Washtenaw megyében, melynek megyeszékhelye is. Lakosainak száma 123 851 fő (2020. április 1.).

## Népesség
A település népességének változása:
| Lakosok száma | 5097 | 7363 | 8061 | 9431 | 14 509 | 14 817 | 113 934 | 123 851 |
|               | 1860 | 1870 | 1880 | 1890 | 1900   | 1910   | 2010    | 2020    |